# 山本氏 (内蔵寮)
山本氏（やまもとし）は、江戸時代の地下家。代々内蔵寮の官人を務めた。
『地下家伝』によれば、元の本姓は豊臣氏で、後に大江氏に改めたとされる。また、山本という苗字も後に垣内へと改めている。